# Курилски манастир
Курилският манастир „Свети Иван Рилски“ е действащ мъжки православен манастир в София, един от най-старите в района. Част е от Софийска епархия на Българската православна църква. 

## Местоположение
Разположен е в Софийското поле, в квартал „Курило“ на столичния район Нови Искър. Днес се намира в двора на Държавната психиатрична болница „Св. Иван Рилски“.

## История
Манастирът е основан през IX век, като е разрушен през първите години на османската власт. Възстановен е в края на XVI век, като част от стенописите са дело на Пимен Зографски. На западната фасада е изобразен Страшният съд, а над вратата в наоса – Свети Сисой пред гроба на Александър Велики. Иконографията е стилово вплетена в балканска редица от този период, а стиловата линия следва други иконографии като тези в по-старите Подгумерски манастир и Драгалевски манастир.
В началото на XX век е девически манастир, обитаван от 45 монахини, които развиват печатарска дейност за християнска литература.
Днес манастирът е мъжки, като от 2011 година игумен е архимандрит Нектарий. През 2019 година е обновен манастирският комплекс, а през 2021 – иконостасът на манастирския храм.